# Junta General del Principat d'Astúries
La Junta General del Principat d'Astúries (Xunta Xeneral del Principáu d'Asturies en asturià; Junta General del Principado de Asturias en castellà) és l'òrgan suprem de representació del poble asturià, segons recull l'Estatut d'Autonomia d'Astúries. Els seus membres són escollits pels ciutadans de forma democràtica i ocupa el paper legislatiu. Per a ser fidel al principi de divisió de poders, la funció executiva és assignada a altre òrgan que sorgeix del mateix parlament: el Govern del Principat d'Astúries. El President del Principat és escollit per la Junta General d'entre els seus membres i aquest s'encarrega de designar el Consell de Govern la labor del qual és controlada per la càmera. Així mateix correspon a la Junta General aprovar els pressupostos de la comunitat autònoma.

## Organització i funcionament

### Diputats i grups parlamentaris

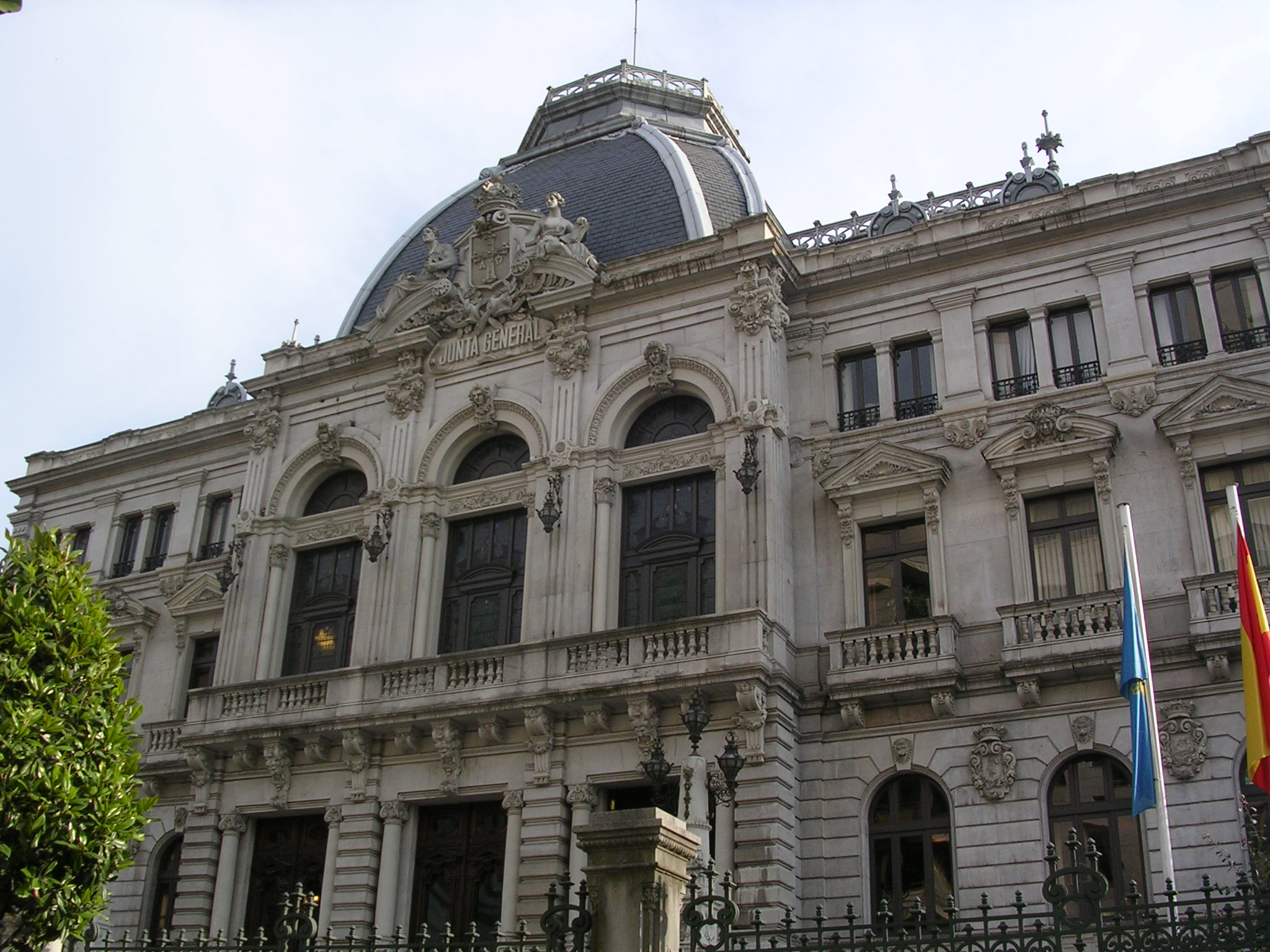
Edifici de la Junta General del Principat d'Astúries a Oviedo.

Els diputats representen al poble asturià i són triats per aquest sobre la base de tres circumscripcions electorals. Gaudeixen d'uns drets i adquireixen unes obligacions. També gaudeixen de certes prerrogatives com la inviolabilitat i el fur especial. Els diputats s'agrupen en grups parlamentaris.
| Grup parlamentari | Diputats |
| ----------------- | -------- |
| Socialista        | 19       |
| Popular           | 17       |
| VOX               | 4        |
| CxAst             | 3        |
| Independent       | 1        |
| Fòrum Astúries    | 1        |

Cada partit polític o coalició electoral només pot constituir un Grup Parlamentari. Els grups parlamentaris es formen de la següent manera:
- Tres diputats que pertanyin a un mateix partit polític o coalició electoral
- Els diputats de partits o coalicions electorals que no alcacen el nombre mínim puden formar el Grup Parlamentari Mixt
- Els diputats que se separin del seu Grup Parlamentari passen al Grup Parlamentari Mixt A la dreta es pot veure una taula que mostra la composició dels actuals grups parlamentaris en la Junta General.

### Comissions
Són grups de diputats que estudien assumptes que se'ls encomanen i duen al Ple de la Junta General propostes o dictàmens. De vegades actuen amb poder decisori, en aprovar resolucions de caràcter no legislatiu. També controlen el compliment que fa el Consell de Govern de les mocions i resolucions de proposicions no de llei. Les integren membres designats pels grups parlamentaris en el nombre assenyalat per la Taula una vegada escoltada la Junta de Portaveus. Tots els grups tenen dret a comptar amb un representant com a mínim en cada comissió. Cada comissió té una Taula integrada per un President, Vicepresident i un Secretari triats entre els seus components.

### Diputació Permanent

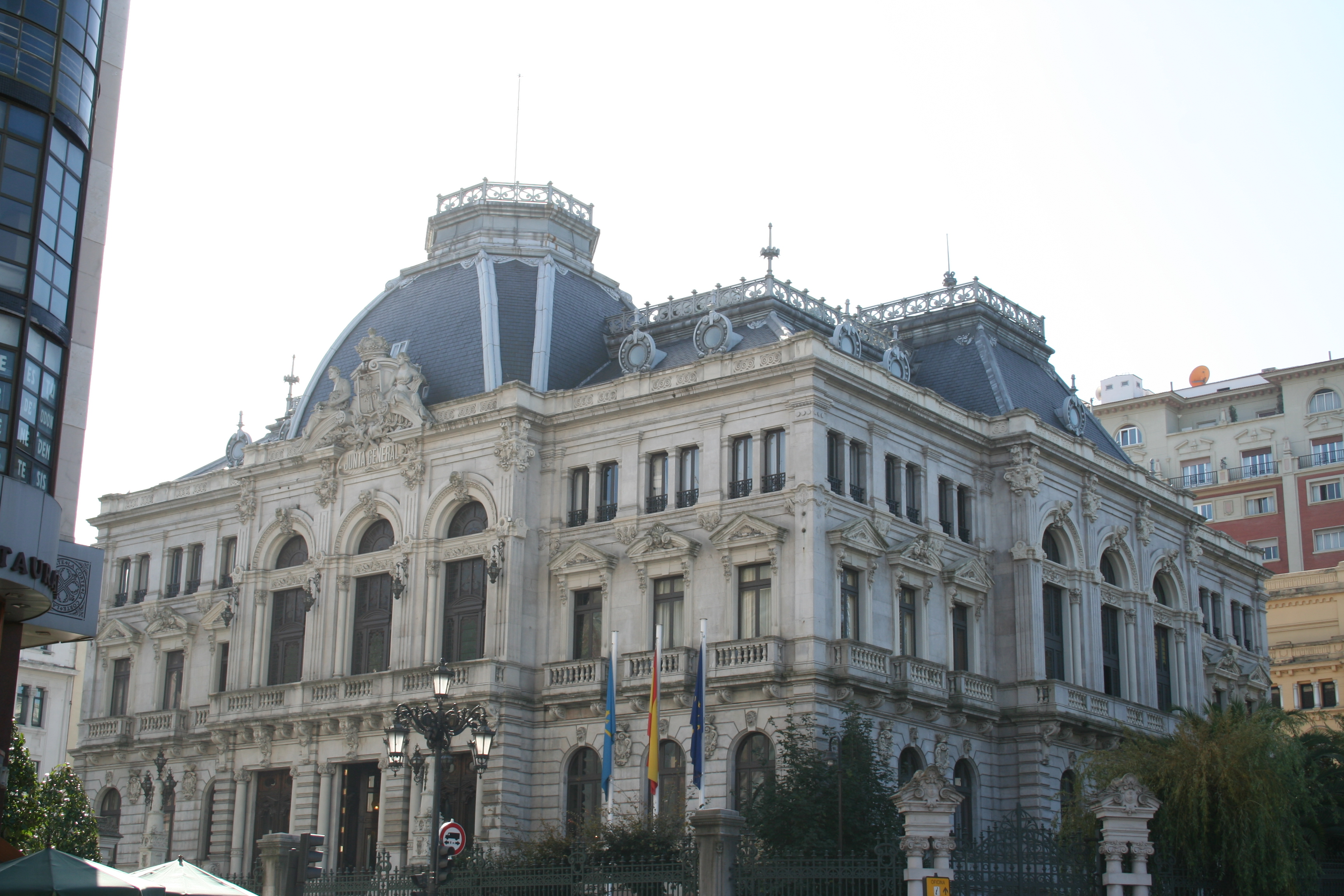
Visió de la Xunta des de la Plaça de l'Escandalera

Està composta pels diputats que trien els grups parlamentaris en proporció a la seva importància numèrica que designa la Taula després d'escoltar a la Junta de sessions. La presideix el President de la Junta General i la seva Taula és la de la càmera.

### Junta de Portaveus
Està composta pels portaveus dels grups parlamentaris i el President de la Junta General. Entre les seves missions destaquen la determinació de l'ordre del dia de les sessions del Ple, i la designació del nombre de membres de les comissions i la Diputació Permanent. Les seves decisions són preses per vot ponderat, representant cada portaveu tants vots com diputats tingui el seu grup parlamentari.

### Ple
És l'òrgan suprem de la Junta General, formant part d'ell tots els diputats d'aquesta. Els membres del Consell de Govern poden assistir i intervenir en les sessions independentment que siguin també diputats de la Junta General.

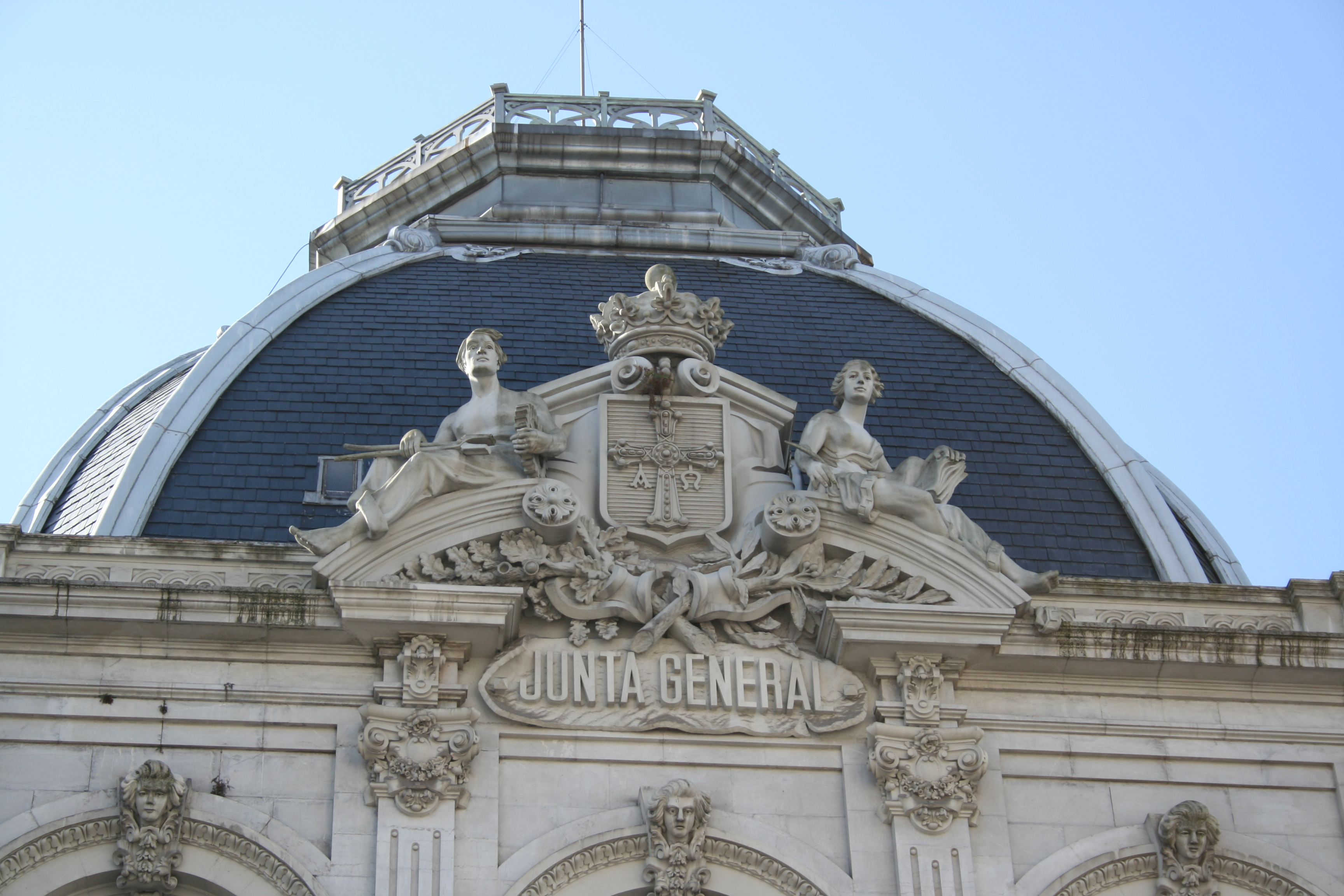
Detall de l'escut en el ràfec de la cúpula del palau de la junta general

### President de la Junta General
El President de la Junta General ostenta la màxima representació de la càmera i és escollit en la seva sessió constitutiva entre els diputats d'aquesta. Entre les seves missions destaquen dirigir els debats, interpretar el reglament de la càmera i fixar d'acord amb la Junta de Portaveus l'ordre del dia de les sessions del Ple. Presideix també, la Taula, la Junta de Portaveus i la Diputació Permanent. A continuació es pot veure una taula amb els presidents de la Junta General des de 1982.
| Legislatura | President                                         | Partit       |
| ----------- | ------------------------------------------------- | ------------ |
| Provisional | Agustín Antuña Alonso Eugenio Carbajal Martínez * | UCD FSA-PSOE |
| I           | Juan Ramón Zapico García                          | FSA-PSOE     |
| II          | Antonio Landeta y Álvarez-Valdés                  | AP           |
| III         | Laura González Álvarez **                         | IU           |
| IV          | Ovidio Sánchez Díaz ***                           | PP           |
| V           | María Jesús Álvarez González                      | FSA-PSOE     |
| VI          | María Jesús Álvarez González                      | FSA-PSOE     |
| VII         | María Jesús Álvarez González                      | FSA-PSOE     |
| VIII        | Fernando Goñi Merino                              | PP           |
| IX          | Pedro Sanjurjo González                           | FSA-PSOE     |
| X           | Pedro Sanjurjo González                           | FSA-PSOE     |
| XI          | Juan Cofiño                                       | FSA-PSOE     |

*Agustín Antuña Alonso des del 6 de març de 1982 fins al 14 de gener de 1983 i Eugenio Carbajal Martínez des del 14 de gener de 1983 fins al 31 de maig de 1983. 

**Des del 21 de juny de 1991 fins al 8 de gener de 1993, substituïda per Eugenio Carbajal Martínez. 

***Substituït per Faustino González Alcalde en una sessió celebrada el 18 de març de 1999.

### La Taula
És l'òrgan rector de la Junta General i ostenta la seva represtación col·legiada. La componen el President de la Junta General, dos vicepresidents i dos secretaris. També puden designar-se vocals adscrits que assisteixen amb veu i sense vot a algunes de les seves reunions representat a partits que no tinguin cap diputat en ella. Algunes de les seves funcions són:
- Ordenar el treball
- Decidir la tramitació d'esctrits i documents parlamentaris
- Elaborar, dirigir i controlar l'execució del pressupost de la Junta General
- Organitzar l'Administració parlamentària Es reuneix convocada pel president de la Junta General i els seus membres es trien en la sessió constitutiva de la càmera, presidida a l'inici per una Mesa d'edat constituïda pel diputat electe de major edat com a President assistit pels dos de menor edat com a secretaris.

## Història
La Junta General del Principat d'Astúries té el seu origen el 1388 quan el rei Joan I de Castella creà el Principat d'Astúries, inaugurant el títol de Príncep d'Astúries l'infant Enric, que després seria Enric III de Castella. Com a òrgan gestor es va crear la Junta de Concejos, que va estar vigent fins al 1834 que es va suprimir per a la creació de la Diputació Provincial.
Cal destacar que el 25 de maig de 1808 la Junta General es va proclamar sobirana, rebel·lant-se contra el poder central en mans dels francesos. Es van enviar ambaixadors al Regne de la Gran Bretanya i se li va declarar la guerra a Napoleó.

## Seu parlamentària
La Junta General té la seu actualment en un palau d'estil neoclàssic situat en el solar de l'antic convent de San Francisco, al carrer Fruela d'Oviedo. Abans d'utilitzar aquest palau es reunia en la Catedral d'Oviedo.